# 西下站 (岩手縣)
西下站（日语：／ Nishishita eki */?）是位於岩手縣陸前高田市小友町字西下，東日本旅客鐵道（JR東日本）的大船渡線BRT巴士站。
大船渡線氣仙沼站至盛站之間的鐵路服務於2020年4月1日廢止。此巴士站是在BRT化以後才設置，因此不是鐵路車站，此巴士站不會計算在JR東日本車站數目內。

## 歷史
- 2019年（平成31年）3月16日：巴士站啟用[1]。

## 巴士站構造
巴士站位於一般道路上（岩手縣道38號）。上行巴士站設有站牌。岩手縣交通「三日市」巴士站位於同一位置。

## 使用狀況
根據「JR東日本」，2019年度（令和元年度）1日平均乘車人次為8人。
| 乘車人次變化       | 乘車人次變化     | 乘車人次變化   |
| 年度               | 1日平均 乘車人次 | 參考資料       |
| ------------------ | ---------------- | -------------- |
| 2018年（平成30年） | 6                | [ 利用客数 2 ] |
| 2019年（令和元年） | 8                | [ 利用客数 1 ] |

## 巴士站周邊
- 岩手縣道38號大船渡廣田陸前高田線（日语：岩手県道38号大船渡広田陸前高田線）
- 陸前小友郵局
- 岩手縣交通「三日市」巴士站

## 相鄰巴士站
東日本旅客鐵道（JR東日本）
■大船渡線BRT
□快速、■普通
脇之澤－西下－小友

## 注腳

### 使用狀況
1. 1 2  . 東日本旅客鐵道.   [2020-07-19]. （原始内容存档于2021-01-10） （日语）.
2. ↑  . 東日本旅客鐵道.   [2019-07-24]. （原始内容存档于2020-05-15） （日语）.

## 外部連結
- 車站資訊（西下）：東日本旅客鐵道（日語）